# Operador (mecánica cuántica)
El operador cuántico es el operador matemático que representa a una magnitud física (observable) en el formalismo de la mecánica cuántica.
Matemáticamente los operadores de la mecánica cuántica son aplicaciones lineales definidas sobre un conjunto o dominio en un espacio de Hilbert, y que deben satisfacer ciertas propiedades formales como la de ser autoadjuntos.
Algunos operadores están definidos sobre todo el espacio de Hilbert, estos operadores se llaman continuos o acotados. Sin embargo, otros operadores cuánticos están definidos solo sobre un dominio denso en el espacio de Hilbert, pero no en todo el espacio de Hilbert. Por ejemplo el operador hamiltoniano, que representa la energía del sistema, suele ser un operador no-acotado, lo cual se corresponde con el hecho físico de que muchos sistemas no imponen un límite superior para el valor de la energía

## Operadores posición y momento lineal
Resultan de especial interés las correspondencias entre la mecánica clásica y la cuántica de los operadores correspondientes a la posición y al momento lineal:
{\displaystyle {\hat {x}}=x\quad ;\quad {\hat {y}}=y\quad ;\quad {\hat {z}}=z}
{\displaystyle {\hat {p}}_{x}=-i\hbar {\frac {\partial }{\partial x}}\quad ;\quad {\hat {p}}_{y}=-i\hbar {\frac {\partial }{\partial y}}\quad ;\quad {\hat {p}}_{z}=-i\hbar {\frac {\partial }{\partial z}}}
Así, por ejemplo, la energía cinética, que se desarrolla como:
{\displaystyle E_{cin}={\frac {1}{2}}m\left(v_{x}^{2}+v_{y}^{2}+v_{z}^{2}\right)={\frac {1}{2m}}\left(p_{x}^{2}+p_{y}^{2}+p_{z}^{2}\right)}
al pasar los operadores a su versión cuántica queda de esta forma:
{\displaystyle {\frac {1}{2m}}\left({\hat {p}}_{x}^{2}+{\hat {p}}_{y}^{2}+{\hat {p}}_{z}^{2}\right)=-{\frac {\hbar ^{2}}{2m}}\nabla ^{2}}

## Conmutación de operadores
Se dice que dos operadores conmutan cuando cumplen:
{\displaystyle [{\hat {A}},{\hat {B}}]={\hat {A}}{\hat {B}}-{\hat {B}}{\hat {A}}=0}
Un teorema de importancia capital en la mecánica cuántica es el que sigue:
"Si y sólo si dos operadores conmutan, tienen un conjunto de funciones propias en común".
Como se puede ver de forma muy sencilla a partir de las relaciones del apartado anterior, para una dirección espacial dada (digamos la x) los operadores posición y momento lineal no conmutan. Esto implica que no tienen ninguna función propia en común. Así pues, para cualquier función de ondas, si es posible determinar de forma reproducible la posición, en la determinación del momento lineal habrá siempre una contribución estadística. Este es un caso particular del principio de indeterminación de Heisenberg.

## Representación matricial de un operador
Se dice que un operador {\displaystyle {\hat {O}}} es lineal cuando, para cualquier x, y, se cumple:
{\displaystyle {\hat {O}}(x{\vec {a}}+y{\vec {b}})=x{\hat {O}}{\vec {a}}+y{\hat {O}}{\vec {b}}}
De esta forma, un operador lineal esta completamente determinado si se conoce su efecto sobre todo vector. Como en un espacio vectorial de dimensión finita cualquier vector se puede definir como combinación lineal de los vectores de una base ({\displaystyle {\hat {O}}{\vec {a}}=\sum _{i}a_{i}{\vec {e_{i}}}}), basta conocer como afecta un operador lineal a cada vector de una base para determinarlo completamente. Por otro lado, como {\displaystyle {\hat {O}}{\vec {e_{i}}}} también es un vector, siempre se puede describir como:
{\displaystyle {\hat {O}}{\vec {e_{i}}}=\sum _{j}O_{ij}{\vec {e_{j}}}}
donde {\displaystyle O_{ij}} es el componente del vector {\displaystyle {\hat {O}}{\vec {e_{i}}}} en la dirección {\displaystyle {\vec {e_{j}}}}. Estos componentes se pueden ordenar en forma de una matriz (cuadrada) {\displaystyle i\times j}, que constituye otra descripción completa de {\displaystyle {\hat {O}}}, y recibe el nombre de representación matricial de un operador.
- Datos: Q9052642